# IV Счастливый Флавиев легион
IV Счастливый Флавиев легион (лат. Legio IIII Flavia Felix) — римский легион эпохи империи.
Был сформирован в 70 году. Всю свою историю легион дислоцировался на дунайской границе и принимал участие в различных походах в этом регионе (войны с даками, маркоманами и прочими). Отдельные подразделения отправлялись в различные провинции империи. В начале V века легион все ещё продолжал своё существование.
Эмблемой IV Счастливого Флавиева легиона был лев.

## История легиона

### Эпоха династии Флавиев
Летом 70 года расформированный IV Македонский легион, который опозорил себя своим поведением во время Батавского восстания, был восстановлен императором Веспасианом под названием IV Счастливый Флавиев легион. Хотя многие солдаты нового подразделения служили в IV Македонском, в его состав вошли также и новобранцы из Северной Италии и, возможно, Южной Галлии. Гней Юлий Агрикола отвечал за формирование легиона. Зачисление подразделения в списки римской армии произошло в конце июля или в начале августа 70 года. Первым лагерем IV Счастливого Флавиева легиона стал далматийский город Бурн, где он заменил XI Клавдиев, переброшенный на рейнскую границу. Присутствие легиона в Бурне отмечено несколькими надписями и обломками черепицы и кирпичей с клеймами, содержащими название подразделения. В это время одним из легатов легиона был известный впоследствии юрист Луций Яволен Приск. В первые годы своего существования подразделение получило почётное прозвище «Счастливый». Вполне возможно, что оно носило его от основания, но более вероятно, что его присвоили в честь какой-то победы.
Император Домициан поселил ветеранов IV Счастливого Флавиева легиона в колонии в Скупи. В 85 году легион участвовал в походе против даков. Когда провинция Мёзия была разделена на две части, подразделение было передислоцировано в Верхнюю Мёзию. Вполне вероятно, что оно было размещено в Сингидуне, хотя также не исключается краткое пребывание в Виминации вместо VII Клавдиева легиона. В 88 году IV Счастливый Флавиев легион принимал участие в новой кампании против даков и сражался в битве при Тапах.

### Эпоха династии Антонинов

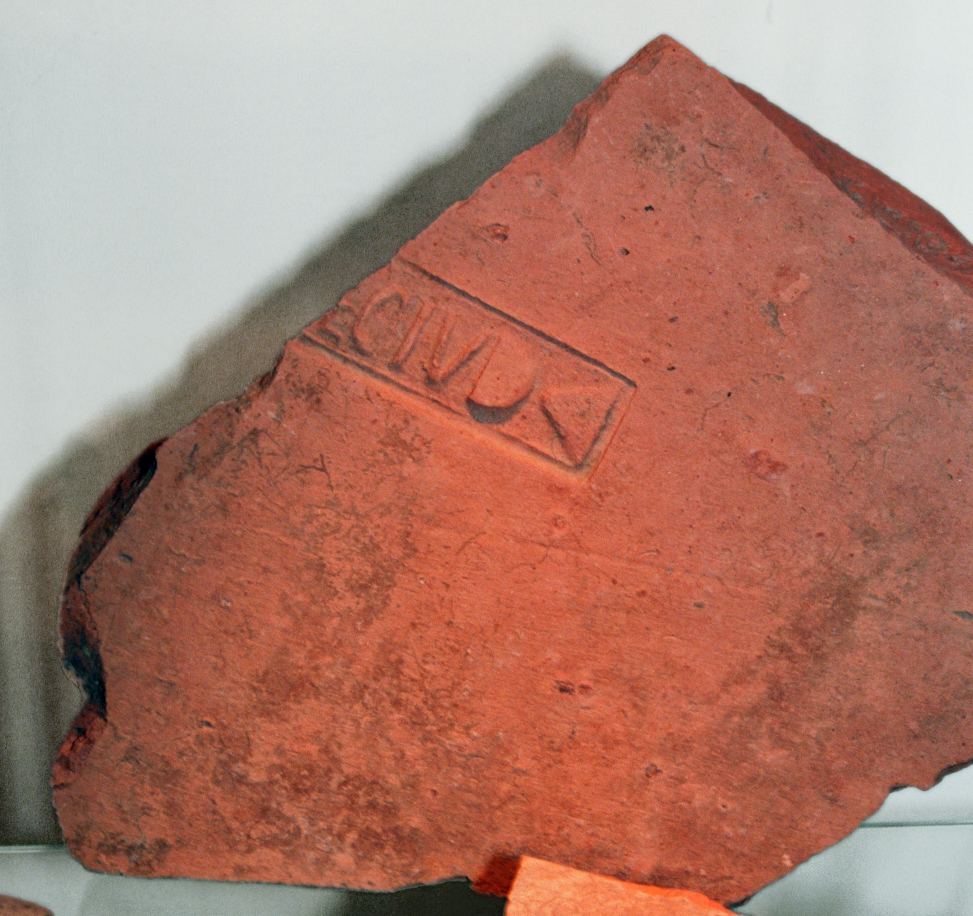
Обломок плитки со штампом IV Счастливого Флавиева легиона

В 98 году по приказу императора Траяна легион строил дороги в районе к северу от Дуная, где был основан Тибиск и открыты медные рудники. В 101 году подразделение под руководством Мания Лаберия Максима приняло участие в первом дакийском походе и было на короткое время размещено в столице присоединенных территорий Сармизегетузе. Отряд легиона построил форт вблизи Арада в западной части Румынии, откуда он осуществлял контроль над сарматами и охранял дорогу вдоль реки Муреш, которая соединяла Дакию и Паннонию. По всей видимости, IV Счастливый Флавиев легион участвовал и во втором дакийском походе, который окончился окончательным покорением Дакии.
После дакийских войн легион был размещен в Берзобиде и охранял проход Железные ворота. В 108—117 годах он был занят строительством укреплений и общественных зданий в Сармизегетузе. Его вексилляции были размещены в крепостях Ампел и Бокша для охраны золотых рудников. Штампованные кирпичи указывают на строительные работы в данных местах. Солдаты подразделения дислоцировались также и в крепости Микия. Известно о центурионе Квинте Лицинии Макрине, который между 101 и 117 годом оставил в Микии камень с посвятительной надписью.
В 119 году Адриан перевел легион обратно в Сингидун и отказался от части дакийских завоеваний, но римские войска продолжали патрулирование дороги у Муреша. Вексилляция легиона располагалась в определенный момент времени в Апуле, который был известен своими золотыми приисками. Фактически, IV Счастливый Флавиев легион представлял собой резерв для II Вспомогательного легиона в Аквинке. Во II веке его отряды часто подменяли подразделения II Вспомогательного, когда тот находился в походах. Также известно, что части IV Счастливого Флавиева легиона охраняли несколько дорог в Верхней Мёзии. В надписях упоминаются заставы на мосту в Наиссе, а также в Ульпиане, где находилась развилка дороги, шедшей от Дуная: одна ветвь вела к Эгейскому морю, другая к Адриатическому морю.
Во время правления Антонина Пия вексилляция IV Счастливого Флавиева легиона, возможно, участвовала в борьбе с восставшими маврами. По всей видимости, легион входил в состав римской армии, воевавшей с Парфянским царством в 161—166 годах. Кроме того, он участвовал в Маркоманской войне при Марке Аврелии.

### Эпоха династии Северов и солдатских императоров

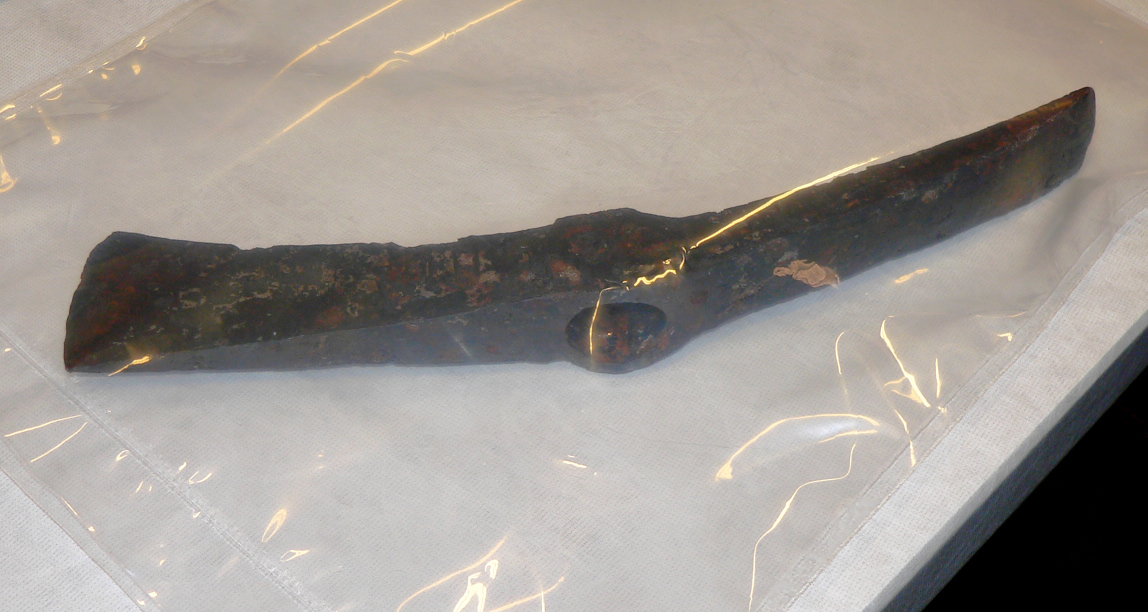
Долабра из Гарцборна с клеймом IV Счастливого Флавиева легиона

Когда в 193 году наместник Верхней Паннонии Септимий Север провозгласил себя императором, IV Счастливый Флавиев легион встал на его сторону. В его правление был отчеканен ряд монет в честь легиона. Около 200 года ветераны IV Счастливого Флавиева и VII Клавдиева легионов были поселены в Наиссе. Когда II Вспомогательный легион принял участие в парфянской кампании, подразделения IV Счастливого Флавиева легиона заняли Аквинк. Ряд надписей из Александрии Троадской, Апамеи-на-Оронте и Кирра позволяют сделать предположение, что подразделение участвовало в некоторых кампаниях против парфян и персов в III веке.
В III веке легион получил ряд почётных прозвищ: при Каракалле — «Антонинов», при Александре Севере — «Александров», при Максимине I Фракийце — «Максиминов», при Гордиане III — «Гордианов». Примерно в 235 году подразделение воевало в глуби Германии, на что указывают находки, сделанные в Гарцборне. Также легион принимал участие в одной из войн против алеманнов (либо поход Каракаллы в 213 году, либо Александра Севера в 235 году или Максимина Фракийца в 235—236 годах).

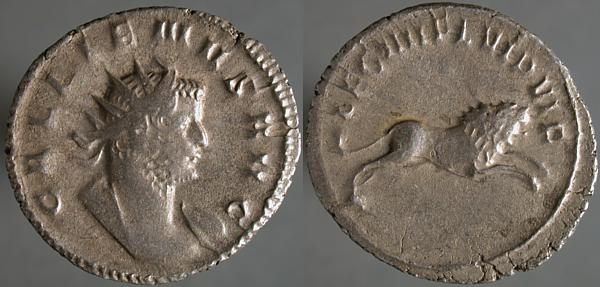
Антониниан Галлиена с упоминанием IV Счастливого Флавиева легиона

Император Филипп I Араб поселил ветеранов легиона в самаритянском городе Флавия Неаполис. Какую роль легион играл в 249 году в борьбе за власть между Филиппом I Арабом и Децием Траяном неизвестно, но по всей видимости, он выступил на стороне последнего. Около 260 года при Галлиене были отчеканены монеты в честь легиона, вероятно, в связи с вторжением алеманнов в Италию. Подразделение получило также почётное прозвище «Галлиенов». Надгробная надпись примипиляра-протектора IV Счастливого Флавиева легиона позволяет предположить, что часть легиона была переведена в ранг комитата. Вексилляция легиона, по всей видимости, присутствовала в Галлии при Викторине, на монетах которого есть упоминания о IV Счастливом Флавиеве.

### Поздняя Античность

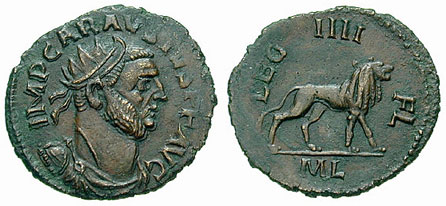
Антониниан Караузия с упоминанием IV Счастливого Флавиева легиона

Легион все ещё существовал в эпоху Поздней Античности. Его вексилляция, по всей видимости, была привлечена к кампаниям Максимиана против багаудов в 285—290 годах, а также узурпатора Караузия. Галльская вексилляция, вероятно, в 310 году встала на сторону Константина I Великого.
Аврелий Максимиан был префектом легиона в 286—293 годах. В 297/298 году подразделение принимало участие в подавлении восстания Домиция Домициана. Затем оно было переброшено в Аравию Петрейскую, где участвовало в возведении 550-километровой дороги, которая соединила крепости Босра, Басианида, Амата и Думата.
Согласно Notitia Dignitatum, около 400 года IV Счастливый Флавиев легион продолжал оставаться в Сингидуне со своим префектом под началом дукса Мёзии Первой. Затем следы легиона теряются.